# Ligne de Győr à Celldömölk
La ligne de Győr à Celldömölk ou ligne 10 est une ligne de chemin de fer de Hongrie. Elle relie Győr par la gare de Győr et la gare de Győrszabadhegy à Celldömölk par la gare de Celldömölk. Elle dessert l'Ouest du pays, notamment la ville de Pápa.